# Chiesa di Santa Barbara dei Marinai
La chiesa di Santa Barbara dei Cannonieri e dei Marinai è una chiesa sconsacrata di Napoli situata nel centro storico della città, nella celebre Rua Catalana.

## Storia e descrizione
Nel XIV secolo la famiglia Serguidone fece costruire, nella zona a ridosso del porto dove la regina Giovanna I fece allocare i catalani, una chiesa, che fu chiamata chiesa di Santa Maria dell'Incoronatella, per distinguerla dalla vicina chiesa dell'Incoronata.
Nel XVI secolo fu sede della confraternita dei Bianchi, che prese la specificazione di Santa Maria dell'Incoronatella e nel 1583 la confraternita istituì un conservatorio, che fu detto della Pietà. Il conservatorio, approvato ufficialmente nel 1584, nel 1592 si trasferì nella nuova sede che fu realizzata in via Medina. Nel 1598 divenne sede parrocchiale per decisione del cardinale Alfonso Gesualdo.
Nei primi anni del XVII secolo fu restaurata con le offerte dei fedeli dal viceré Juan Alonso Pimentel de Herrera conte di Benavente. In essa si stabilì la confraternita di Santa Maria della Pietà. Da allora la chiesa fu detta anche della Pietatella, così da distinguerla dalla chiesa della Pietà dei Turchini, dove il conservatorio si era trasferito.
Nel 1647 durante la rivolta di Masaniello ritornò ad essere parrocchia, dacché nella prima metà del secolo era stata trasferita nella chiesa di San Bartolomeo.
Nel 1898, in occasione dei lavori per il Risanamento, la chiesa fu demolita per allargare il vico Pietatella che si apriva alla sua sinistra. Fu aperta così la via dei Griffi. La chiesa fu ricostruita più a destra nel 1902 e vi prese ubicazione la confraternita di Santa Barbara dei Cannonieri e dei Marinai che vi rimase fino al 1975.
Nel 1981 la chiesetta fu sconsacrata dall'arcivescovo di Napoli, il cardinal Corrado Ursi.
La facciata è caratterizzata da due lesene composite e da un timpano triangolare, mentre l'interno, ad unica navata, presenta decorazioni a stucco ed altri abbellimenti neoclassici.